# Viva Comet 2007
Viva Comet 2007 – pierwsza gala rozdania nagród Viva Comet, która odbyła się 4 października 2007 w Hali Orbita we Wrocławiu. Zwycięzców w dziesięciu kategoriach wybrali widzowie Vivy. Galę poprowadzili prezenterzy stacji – Katarzyna Kępka i "Daro". Podczas niej wystąpił zespół US5, nagrodzony w kategorii "Wydarzenie Roku". Gala była emitowana na żywo na antenie Vivy.

## Zwycięzcy

### Artysta Roku (Wielki Wóz)
- Mezo
- Doniu
- Liber
- Robert Gawliński

### Artystka Roku (Wielka Niedźwiedzica)
- Doda
- Gosia Andrzejewicz
- Kasia Cerekwicka
- Monika Brodka

### Zespół Roku (Konstelacja)
- The Jet Set
- Ich Troje
- Kombii
- Kalwi & Remi

### Charts Award (Planet Viva)
- Gosia Andrzejewicz: Pozwól żyć
- Virgin: Szansa
- Kalwi & Remi: Explosion
- Kasia Cerekwicka: Na kolana

### Debiut Roku (Supernova)
- Grupa Operacyjna
- Maciej Silski
- Kalwi & Remi
- Jarecki

### Teledysk Roku (Teleskop)
- Doda: Katharsis
- Trzeci Wymiar: Wuuf
- Monika Brodka: Znam cię na pamięć
- T.Love: Gnijący Świat

### Image Roku (Stylowy Skafander)
- Doda
- Tola Szlagowska
- Reni Jusis
- Gosia Andrzejewicz

### Kicha Roku (Czarna Dziura)
- Mundurki
- Tinky Winky
- Zakazane zespoły
- Amnestia maturalna

### Dzwonek Roku (##?/@sztrrrbeep; #@$%^)
- Kalwi & Remi: Explosion
- MBrother: Trebles
- C-Bool: Would
- DJ Magic: Get Down

### Wydarzenie Roku 2007 (Kometowa Noc)
- US5

## Statystyki
- Najwięcej nagród (trzy) zdobyła Doda w kategoriach: "Artystka Roku", "Image Roku" i "Teledysk Roku".
- Najwięcej nominacji (cztery) zdobyli Doda (trzy nagrody) oraz Kalwi & Remi (jedna nagroda – "Dzwonek Roku").